# سیارک ۲۲۹۴
سیارک ۲۲۹۴ (به انگلیسی: 2294 Andronikov، نامگذاری:1977PL1) دو هزار و دویست و نود و چهارمین سیارک کشف شده‌است که در ۱۴ اوت ۱۹۷۷ کشف شد.
قدر مطلق سیارک برابر ۱۱٫۵۰ است.